# Zombi - Guía de supervivencia
The Zombie Survival Guide (2003), publicada en España como Zombi - Guía de supervivencia (2008), es un manual de supervivencia sobre la posibilidad de una invasión de zombis. Su autor, Max Brooks, establece planes detallados para el ciudadano común para poder sobrevivir a los zombis. La Guía de Supervivencia Zombi también apareció en la lista de Best Seller The New York Times.

## Contenido
El libro está dividido en siete capítulos, más un índice.

### 1. Los No muertos: Mito y Realidad
En este primer capítulo se encuentran las cualidades de los zombis, como los cinco sentidos. También se encuentra los tipos de brotes y otros dos tipos de zombis (el vudú y el de Hollywood).

Podría darse el caso que se creasen zombis a través del vudú ya que el vudú tiene la facilidad de controlar el cuerpo humano obligándole a matar a sangre fría. Por otra parte los zombis podrían ser simple ciencia ficción exclusiva de las películas filmadas en Hollywood.

### 2. Armas
El segundo capítulo analiza los tipos de armas, las armas más recomendadas son las armas de cuerpo a cuerpo (estas se usarían para defenderse de zombis), también están las armas de fuego es recomendable de que no se usen para matar zombis ya que harían mucho ruido y alertaría a más zombis. Sólo en caso de emergencia o momentos cruciales es favorable usarlo. En ambos casos se deben usar. En casos importantes o para defenderse de los vivos (personas malas) que siempre tratarán de matarte y robarte la comida.

### 3. Defendiendo
El tercer capítulo analiza las opciones para una persona a permanecer en un lugar permanentemente. Se centra en permanecer en movimiento para no ser alcanzado por los zombis.

### 4. Huyendo
El cuarto capítulo explora qué hacer frente a los ataques de los zombis mientras viajan en busca de Refugio

### 5. Atacando
En el quinto capítulo se refiere las técnicas destinadas a la destrucción de zombis en una zona.

### 6. Escenarios
El sexto capítulo analiza la supervivencia en un escenario de juicio final, con un brote de Clase 4 se libraría batalla por la supervivencia de la humanidad. 
El asesoramiento en esta sección es una adaptación de las secciones anteriores; recomendaciones para sobrevivir a un estado de sitio durante un brote de Clase 4.

### 7. Anteriores Brotes
El capítulo viene con una lista documentada sobre encuentros con zombis a lo largo de la historia. La entrada más antigua es 60.000 AC, en Katanga, el África central, si bien el autor expresa sus dudas sobre su validez. En vez de eso, se presentan las pruebas de Hieracónpolis, Egipto en 3000 AC verificado como el primer ejemplo de un brote de zombis. La entrada más reciente es de 2002, en Saint Thomas, Islas Vírgenes de EE. UU.
El índice luego hace referencia a Guerra Mundial Z otra novela del mismo autor sobre un brote de zombis en la actualidad.

## Solanum
La guía atribuye los brotes de zombis descritos a un virus conocido como Solanum. Se dice que no se propaga ni el agua ni el aire, el único medio por el que uno se infecta es a través de contacto directo de fluidos o mejor dicho por la mordeduras, en cuyo caso el virus es mortal. El Solanum convierte el cerebro de las víctimas en un órgano especializado que no necesita oxígeno, agua, o alimentos para sobrevivir, y que hace que los tejidos del organismo se vuelvan tóxicos, aun así no se detiene la descomposición, pero los microorganismos que son capaces de descomponer la carne infectada son muy pocos así que por ello, la descomposición de un Zombi tarda de tres a cinco años. En realidad, el término Solanum es la definición del género taxonómico de plantas como la patata, el tomate o la berenjena.

## Cómic
Random House publicó The Zombie Survival Guide: Recorded Attacks cómic escrito por Max Brooks. Este libro ilustra algunos de los ataques registrados, pero no todos. Fue lanzado el 16 de diciembre de 1991. El artista brasileño Ibraim Roberson ilustró el libro.